# Manchan
Manchan (frecuentemente escrito como Manchán) es un sitio arqueológico ubicado en una explanada arenosa contigua a campos agrícolas del valle de Casma a 9.5 kilómetros del océano. Fue sucesivamente ocupado a lo largo del Intermedio Tardío y el Horizonte Tardío.
Lamentablemente ha sido cortado a la mitad por la carretera Panamericana, lo que ha generado daños en gran parte de sus estructuras. 

## Historia
Siendo documentada la presencia de pobladores casma en el lugar, Manchan era el centro administrativo chimú más importante del valle del Casma al momento de la conquista inca. 
La posibilidad de que existiera un asentamiento casma anterior al el Manchan chimú, evidenciada por el hallazgo de cerámica de tal estilo cultural, es bastante grande. El estilo de vida de los casma era uno sedentario, estipulando ello la presencia de asentamientos de clara afiliación Casma como Ten Ten, El Purgatorio y Cerro la Cruz. 
También tenemos que tener en cuenta que los chimús solían o reutilizar los centros administrativos conquistados (como es el caso de Túcume) o construir nuevos sobre los viejos (como fue el caso del complejo arqueológico Farfán). Sin embargo, esta posición no es mantenida por arqueólogos como Carol Mackey o Klymyshyn.
Los actuales restos visibles de Manchan corresponden en gran medida al periodo conocido como Intermedio Tardío, más específicamente, al año 1350 d. C. La presencia chimú se estipula no solo a partir del territorio en el que está ubicado el complejo (siendo esta una zona que perteneció al Imperio chimú en su etapa de máxima expansión de acuerdo a las fuentes etnohistóricas), sino a partir de análisis hechos a la cerámica y arquitectura, cuáles muestran un entrelazado de las tradiciones chimú y casma.
Tras su anexión al Imperio incaico, sufrió una ampliación en la que se incluiría la construcción de un camino incaico que parte hacia Huarmey, al sur. De este periodo también proviene una yupana, descubierta durante trabajos de rescate ejecutados en el 2016. Por ende, Manchán se consolidaría como el mayor centro administrativo incaico del valle de Casma.

## Descripción
Manchan cubre aproximadamente 63 ha, conteniendo en su interior importantes restos arqueológicos. Una serie de aglutinados compuestos con paredes atraviesan el borde norte del sitio. Estos compuestos aglutinados fueron hechos de este a oeste sin puertas de interconexión. La porción noroeste de Manchan contiene cinco compuestos de adobe aislados que exhiben entradas desconcertadas, rampas y bancos vistos en otros sitios Chimú. La mayor parte de las residencias de Manchan eran para la plebe, quienes vivían en casas simples hechas de caña ribereña.